# Михайловка (Армения)
Миха́йловка (арм. Միխայելովկա) — село в Лорийской области Таширского района. Находится в 160 километрах от Еревана.

## География
Село расположено на реке Ташир в 7 км от границы с Грузией. Расстояние до Ванадзора — 57 км, а до Еревана — 160 км. Рядом проходит автодорога М3.

## Инфраструктура
- Здание администрации
- Средняя школа

## Транспорт
К востоку от Михайловки есть две автобусные остановки. От них на маршрутках можно добраться до Ташира, Ванадзора, Еревана и Сарчапета. Всего же действует 3 маршрута общественного транспорта.
- 41 — Ташир — Сарчапет
- 76 — Автостанция Ванадзор — Сарчапет
- 443 — Центральный автовокзал Еревана — Ереван

## Население
По данным переписи населения 2011 года, в селе проживает 663 человека.